# Corridoio paneuropeo IV
Il corridoio paneuropeo IV è una delle dieci vie di comunicazione dell'Europa centro-orientale, relativa ad un collegamento tra la Germania, la Repubblica Ceca, la Slovacchia, la Romania, la Bulgaria, la Grecia e la Turchia.
Attraversa le città di Dresda, Norimberga, Praga, Vienna, Bratislava, Győr, Budapest, Arad, Bucarest, Costanza, Craiova, Sofia, Salonicco, Plovdiv, Istanbul.